# Goebenbrücke
 Die Goebenbrücke ist eine Doppelbrücke für Fußgänger und Fahrräder in der sogenannten preußischen Ecke des Hamburger Stadtteils Eimsbüttel. Sie ist nach der Goebenstraße benannt, in deren Verlauf sie den Isebekkanal quert.
Der Name der Goebenstraße geht auf den General und Militärschriftsteller August Karl von Goeben zurück, der als Truppenführer in Dänemark und Frankreich eingesetzt wurde.
Im Jahr 2016 berichteten die Medien mehrmals über die Goebenbrücke, da das Bezirksamt hier einen Zaun errichtet hatte, um Obdachlose davon abzuhalten, unter der Brücke zu übernachten. Nach einigen Monaten wurde der Zaun nach Anwohnerprotesten und einer Mahnung des Steuerzahlerbundes wieder entfernt.